# Judes fill d'Ezequies
Judes fill d'Ezequies pretendent messiànic, sorgit de les classes populars. Després de la mort d'Herodes el Gran, ell i els seus partidaris assalten el palau reial de Seforis, a les hores capital de galilea i s'apoderen de les armes de l'arsenal. Judes tot i que ambiciona «honors reials» es dedica al bandolerisme i a l'extorsió. Finalment Judes, que s'havia fet fort a Seforis, és vençut per l'exèrcit de Varus, el legat romà de Síria. Seforis és destruïda i els partidaris de Judes, són morts o reduïts a l'esclavatge.
La religió i la revolta social es fan presents en aquesta sublevació armada contra Roma. No hi manquen les referències tradicionals al rei David.
- Veure Messies